# Demon City Shinjuku
 Demon City Shinjuku (魔界都市 (新宿), Makai Toshi: Shinjuku) est un roman de Hideyuki Kikuchi publie en 1982 et son adaptation en un film d'animation OAV, sorti en 1988 au Japon. Cette œuvre qui se déroule à Shinjuku, mélange action et horreur.

## Synopsis
Dix ans auparavant, le combat entre deux combattants, tous deux disciples du maître Aguni Rai, a dévasté le centre de Tokyo, Shinjuku, faisant de lui une vaste ville fantôme en proie aux forces occultes. Celles-ci sont l'œuvre de Rebi Rah, qui a donné son âme au diable afin d'obtenir de grands pouvoirs et a vaincu Genichirou, le porteur du pouvoir du Nempo, et seul en mesure de l’affronter.
Dix ans plus tard, Rebi Rah qui avait promis la Terre aux démons est sur le point d’ouvrir les Portes de l’Enfer. Alors que le président mondial est en visite au Japon, celui-ci est pris en otage par une force maléfique. C’est alors que le jeune Kyoya Izayoi, le fils de Genichirou, est projeté au centre du combat entre le bien et le mal. Se rendant à Shinjuku, Kyoya et la fille du président, partent sur les traces de Rebi Rah pour mettre fin à ce combat.

## Personnages
- Rebi Rah : un ancien disciple de Aguni Rai qui a donné son âme au diable ;
- Genichirou : un ancien disciple de Aguni Rai qui possède le pouvoir du Nempo ;
- Kyoya Izayoi : le fils de Genichirou, il possède aussi le pouvoir du Nempo ;
- Aguni Rai : ancien maitre de Rebi Ra et de Genichirou, protecteur du président ;
- Sayaka Rama : la fille du président mondial ;
- Mephisto : un démon désabusé qui vient en aide aux protagonistes.

## Fiche technique
- Titre :  Demon City Shinjuku
- Réalisation : Yoshiaki Kawajiri
- Scénario : auteur originale  Hideyuki Kikuchi, Kaori Okamura
- Character design : Yoshiaki Kawajiri
- Musique : Motokazu Shinoda Osamu Shoji
- Pays d'origine :  Japon
- Année de production : 1988
- Genre : Science-fiction, Cyberpunk, Horreur
- Durée : 80 minutes
- Dates de sortie : 1993 (US), 1995 (France)